# Elsa Schmidt
Elsa Ulrika Eugenia Schmidt, född Casparsson den 28 november 1891 i Krokeks församling, död 1979 i Paris, var en svensk sjukgymnast och grafiker.
Hon var dotter till godsägaren Carl August Casparsson och friherrinnan Amalia Eugenie Sofia Magdalena Klingspor och från 1925 gift med direktören Paul Schmidt (1889–1988). Hon utbildade sig först till sjukgymnast och arbetade som sådan och som konstnär i Saint-Étienne, Frankrike. Hon fick sin konstnärliga utbildning vid Konstakademins etsningsskola för Axel Tallberg 1913–1914. Elsa Schmidt var syster till ryttaren Ernst Casparsson.